# Not Quite Decent
 Not Quite Decent est un film américain pré-Code réalisé par Irving Cummings, sorti en 1929.

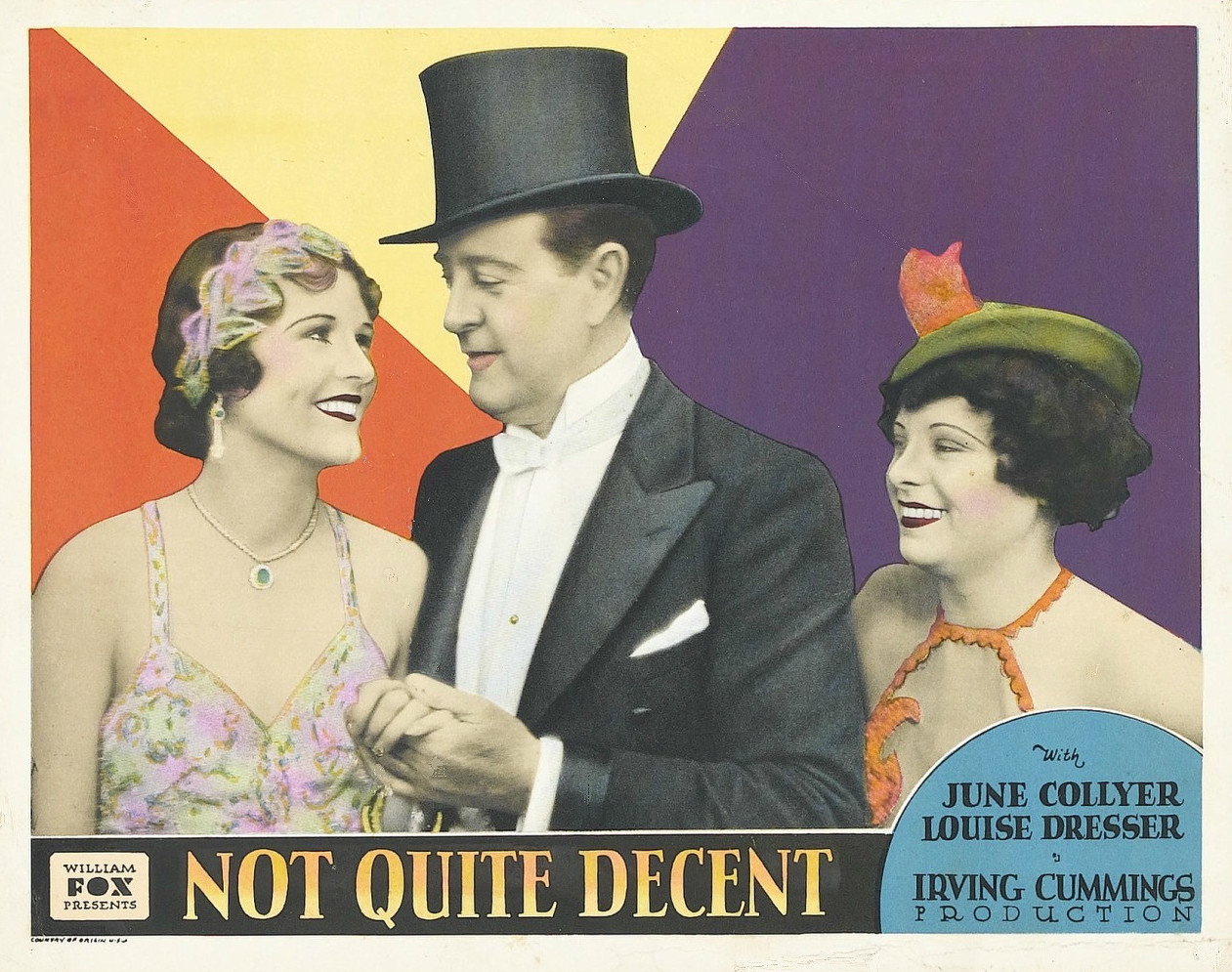
Carte promotionnelle du film.

Le film présente des intertitres, tout en étant sonorisé et partiellement parlant.

## Synopsis
En route pour New York pour sa première apparition sur scène, Linda Cunningham rencontre Mame Jarrow, une chanteuse de cabaret. Linda passe ensuite écouter Mame chanter, accompagnée de son mécène, Paul Nicholson. Mame comprend peu à peu que Linda est sa propre fille, dont elle a été séparée des années auparavant par des parents pieux. Utilisant toutes ses ruses, Mame tente d'empêcher Linda de devenir la proie de Nicholson, et quand cela échoue, elle fait venir Jerry Connor, l'amoureux de Linda dans une petite ville.

## Fiche technique
- Réalisation : Irving Cummings

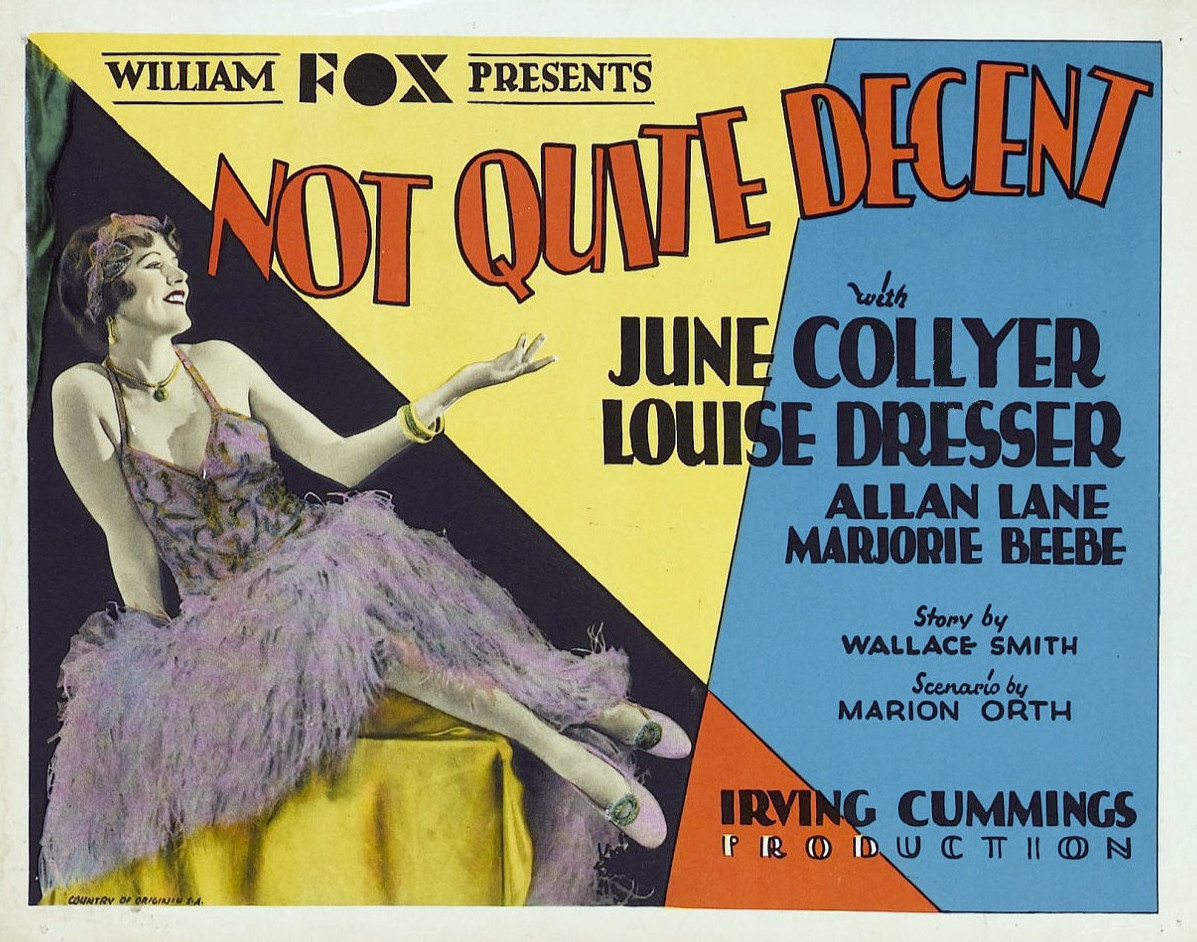
Autre carte promotionnelle du film.

- Scénario : Marion Orth d'après une histoire de Wallace Smith
- Dialogues : Edwin J. Burke
- Intertitres : Malcolm Stuart Boylan
- Producteur : James Kevin McGuinness
- Photographie : Charles G. Clarke
- Montage : Paul Weatherwax
- Musique : S. L. Rothafel
- Distributeur :Fox Film Corporation
- Durée : 58 minutes
- Date de sortie : juillet 1929

## Distribution
- June Collyer : Linda Cunningham
- Louise Dresser : Mame Jarrow
- Allan Lane : Jerry Connor
- Marjorie Beebe : Margie
- Oscar Apfel : Canfield
- Ben Hewlett : un escroc
- Jack Kenny : autre escroc
- Paul Nicholson : Al Bergon